# مارمولک خاردار
مارمولک خاردار (نام علمی: Sceloporus) نام یک سرده از تیره شاخی‌مارمولکان است.